# David Bergman
David Fransiscus Johan Bergman (Haarlem, 16 augustus 1981) is een Nederlandse honkballer.
David Fransiscus Johan Bergman komt momenteel voor het Haarlemse Kinheim uit in de hoofdklasse. Eerder al speelde de rechtshandige werper enkele seizoenen voor de Haarlemse clubs Nicols en DSS. De langste tijd speelde hij echter tot dusver voor Pioniers uit Hoofddorp. In 1997 werd Bergman geselecteerd voor Jong Oranje. In totaal speelde hij drie seizoenen in Jong Oranje. In deze jaren werd hij driemaal op rij Europees kampioen. In 1999 werd Bergman winnaar van de Roel de Mon Award, de prijs voor beste juniorenwerper.
In 2000 won Bergman met het Nederlandse B-team het Triple Crown-toernooi in België.
Bergman werd in 2003 voor de eerste keer geselecteerd voor het Nederlandse A-team. Als pitcher nam Bergman in 2003 deel aan het World Port Tournament, het Europees kampioenschap en het Olympisch kwalificatietoernooi. April 2005 werd Bergman, in de aanloop naar het EK in Tsjechië, door bondscoach Robert Eenhoorn opnieuw aan de selectie toegevoegd. Op dit EK wierp hij in één duel.
Na de gewonnen Europese titel schreef Bergman met Nederland in september 2005 geschiedenis door voor het eerste de halve finales van een wereldkampioenschap te bereiken. Nederland eindigde uiteindelijk op de vierde plaats. Twee jaar later werd Bergman met Oranje opnieuw vierde op het WK.
In maart 2006 maakte Bergman deel uit van de selectie, die deelnam aan de World Baseball Classic in Puerto Rico. Nederland speelde drie wedstrijden en won hier een van. In het duel tegen Puerto Rico gooide Bergman 1 1/3 inning. Hierin kreeg hij vier honkslagen en één punt tegen. Later in dat jaar nam Bergman met Oranje deel aan de European Baseball Classic en de Haarlemse Honkbalweek en de Intercontinental Cup waar opnieuw geschiedenis werd geschreven want Bergman werd met het Nederlands team voor het eerst tweede op een groot internationaal toernooi.
Bergman kende in 2006 een van zijn sterkste seizoenen ooit. In zijn eerste seizoen in dienst van Kinheim won hij twaalf wedstrijden en verloor hij er een. Mede hierdoor plaatste Kinheim zich met overmacht voor de Holland Series. In de eindstrijd veroverde de Haarlemse ploeg ten koste van Pioniers de landstitel. Het was de derde grote prijs voor Bergman, nadat hij met Pioniers de Cup Winners Cup (2003) en de Europese Super Cup (2004) had gewonnen.
Ook in 2007 kwam Bergman uit voor Oranje. Na afloop van het Europees kampioenschap in Barcelona werd Bergman opgenomen in het All Star-team als beste rechtshandige werper. Na het Behalen van de Europacup 1 titel in Italië won Bergman de prijs voor pitcher met het laagste verdiende punten gemiddelde van het toernooi 0.00. Na een ijzersterk seizoen met weer 12 gewonnen wedstrijden werd Bergman in het jaar 2007 ook benoemd tot beste werper van Nederland. In 2008 heeft hij Nederland vertegenwoordigden op de Olympische Spelen van Peking.
Op het WK van 2011 werd hij met Nederland wereldkampioen.
Sharnol Adriana · 
David Bergman · 
Leon Boyd · 
Yurendell de Caster · 
Rob Cordemans · 
Dave Draijer · 
Michael Duursma · 
Bryan Engelhardt · 
Percy Isenia · 
Sidney de Jong · 
Michiel van Kampen · 
Eugene Kingsale · 
Dirk van 't Klooster · 
Roel Koolen · 
Raily Legito · 
Diego Markwell · 
Shairon Martis · 
Martijn Meeuwis · 
Danny Rombley · 
Jeroen Sluijter · 
Tjerk Smeets · 
Alexander Smit · 
Juan Carlos Sulbaran · 
Pim Walsma